# 국도 제330호선 (중국)
국도 제330호선(중국어: 330国道)은 중화인민공화국 저장성의 원저우시에서 쇼우창진까지 이어주는 총 연장 327 km 거리를 가진 중화인민공화국의 일반 국도 노선이다. 

## 주요 경유지
주요 경로 및 거리는 다음과 같다.
| 주요 경로 및 거리 |           |
| \| 도시 \| 거리 (km) \| \| --------------- \| --------- \| \| 저장성 원저우시 \| 0 \| \| 저장성 칭톈현 \| 53 \| \| 저장성 리수이시 \| 124 \| \| 저장성 진윈현 \| 161 \| \| 저장성 융캉시 \| 200 \| \| 저장성 진화시 \| 254 \| \| 저장성 란시시 \| 284 \| \| 저장성 쇼우창진 \| 327 \| |           |
| 도시 | 거리 (km) |
| 저장성 원저우시 | 0         |
| 저장성 칭톈현 | 53        |
| 저장성 리수이시 | 124       |
| 저장성 진윈현 | 161       |
| 저장성 융캉시 | 200       |
| 저장성 진화시 | 254       |
| 저장성 란시시 | 284       |
| 저장성 쇼우창진 | 327       |

## 같이 보기
- 중화인민공화국의 일반 국도